# 阿马扎尔
阿马扎尔（羅馬化：Amazar）是俄罗斯外贝加尔边疆区的市级镇，属莫戈恰区，位于外贝加尔边疆区东北部，临阿马扎尔河，在区行政中心莫戈恰及边疆区首府赤塔东北方。
该地2021年人口有2,257人；2010年人口2,374；2002年人口2,641；1989年人口3,521。